# Згорнє Коніще
Згорнє Коніще (словен. Zgornje Konjišče) — поселення в общині Апаче, Помурський регіон, Словенія. Висота над рівнем моря: 229,5 м.